# USS Waller (DD-466)
USS Waller (DD/DDE-466) — эскадренный миноносец типа «Флетчер», состоявший на вооружении ВМС США. Назван в честь генерал-майора Корпуса морской пехоты Литтлтона Уоллера.
Эсминец был заложен 12 февраля 1942 года на верфи Federal Shipbuilding and Drydock Company в Карни, Нью-Джерси. Спущен на воду 15 августа 1942 года и сдан в эксплуатацию 1 октября 1942 года. Первым командиром эсминца стал лейтенант-коммандер Лоуренс Фрост.

## История

### 1942
Осенью 1942 года, после спуска на воду, занимался подготовкой в Каско-Бэй, охранял прибрежные конвои и участвовал в манёврах вместе с подводными лодками, базировавшимися на базе Нью-Лондон в Гротоне. Позднее через Панамский канал совершил переход на Тихий океан.

### 1943
21 января 1943 эсминец пришёл на Эфате, шестью днями позже вошёл в состав соединения TF 18, задачей которого было встретить и сопроводить к Гуадалканалу транспорты с подкреплениями для наземных войск, сражавшихся с японцами за контроль над островом.
29 января в 50 милях к северу от острова Реннелл были обнаружены японские торпедоносцы Mitsubishi G4M, шедшие на низкой высоте. Waller был обстрелян из пулемётов. Ответным огнём эсминца и крейсеров Wichita, Chicago и Louisville один из японских самолётов был сбит. Японские лётчики пустили в ход осветительные ракеты для обозначения положения американских кораблей. В 19:31 второе звено торпедоносцев атаковало крейсера с правого борта. В 19:45 одна из торпед поразила Chicago, нанеся серьёзные повреждения в машинном отделении. Вскоре крейсер получил ещё одно попадание в переднее машинное отделение и потерял ход. После налёта американцы получили небольшую передышку. Louisville взял повреждённый крейсер на буксир и со скоростью 4 узла взял курс на Эспириту Санто. На следующий день, в 14:45, крейсер был передан буксиру Navajo. Чуть раньше было обнаружено ещё 12 японских самолётов, направлявшихся к острову Реннелл. Патруль истребителей с авианосца Enterprise сбил три торпедоносца, а оставшиеся девять вновь атаковали Chicago. Ещё семь из них было сбито силами ПВО кораблей соединения TF 18, один на свой счёт записал Waller. Несмотря на все усилия, Chicago получил ещё два попадания торпедами и в 16:44 затонул. 1049 выживших с крейсера были подобраны эсминцами Waller, Sands и Edwards. Буксир Navajo вёл за собой, получивший повреждения, La Vallette. На переходе к Эспириту-Санто, Waller также обнаружил подводную лодку противника, но контакт был потерян.
В начале марта 1943 года Waller был флагманом соединения кораблей, нанёсшего удар по японскому аэродрому в Вила на южной оконечности острова Коломбангара. В состав отряда вошли Waller, Conway, Montpelier, Cleveland, Denver и Cony. Крейсера вели огонь по основной цели, задачей эсминцев было подавление береговых батарей противника.
Вскоре после полуночи, 5 марта, Waller обнаружил на радаре два корабля — позже опознаны как Murasame и Minegumo — у восточного входа в пролив Блэкетт. Примерно в 01:00 Waller дал залп из пяти торпеды, а затем открыл огонь из орудий с расстояния примерно три с половиной мили. Японские эсминцы оказались захвачены врасплох, ответный огонь был разрозненным и неточным. Спустя шесть минут после начала боя на Murasame произошёл сильный взрыв и корабль разорвало на две части. Следом был расстрелян и второй японский корабль. В 01:14 американские корабли начали бомбардировку береговых целей противника, которая шла в течение шестнадцати минут, а затем эскадра развернулась и пошла к базе. Рейд на Вилу и ночной бой в проливе Блэкетт удостоились похвалы от адмирала Нимица, как образец эффективных действий боевых кораблей.
6 июля эскадра из трёх крейсеров и четырёх американских эсминцев под командованием адмирала Уолдена Эйнсуорта столкнулась с десятью японскими эсминцами, которые сопровождали транспорты от Коломбангара к заливу Кула. В ходе короткого ночного боя японцы потеряли эсминцы Niizuki и Nagatsuki. Крейсер Helena был потоплен торпедами «лонг-лэнс».
Waller осуществлял прикрытие эсминцев Woodworth и Gwin, которые первыми подошли на помощь морякам погибшего крейсера. Во время спасательной операции была обнаружена подводная лодка. После трёх часов Waller сумел восстановить контакт с субмариной и атаковал её глубинными бомбами. Несмотря на то, что следов уничтоженной подлодки обнаружено не было, командир соединения адмирал Мэррилл отметил, что «уничтожение подводной лодки противника стало вкладом Waller в успешное проведение операции».
В июле, во время сопровождения конвоя от острова Нью-Джорджия, Waller ошибочно обстрелял три американских торпедных катера, патрулировавших у Коломбангара. Катера, в свою очередь, выпустили торпеды и скрылись с места боя. По счастливой случайности все американские корабли обошлись без потерь и повреждений.
В августе в ходе высадки десанта на остров Велья-Лавелья, Waller несколько раз подвергался атакам вражеской авиации. 17 августа в ходе отражения налёта эсминец столкнулся со своим систершипом Philip и был вынужден уйти на ремонт.
В ночь с 1 на 2 октября корабль в водах близ Велья-Лавелья атаковал японские транспорты, пытавшиеся эвакуировать войска с острова. В течение ночи он потопил шесть судов, а на следующий день ещё четыре.
В ночь с 17 на 18 ноября Waller входил в состав сил прикрытия конвоя, шедшего к Бугенвилю. В 03:00 американское соединение подверглось атаке десяти японских торпедоносцев. Налёт был отражён мощным зенитным огнём, но одна из выпущенных самолётами торпед попала в быстроходный транспорт McKean и потопила его. После завершения боя Waller подобрал из воды восемь японских лётчиков.

### 1944
5 июня Waller вернулся к активным действиям после отдыха в Пёрл-Харбор. Эсминец входил в состав TG 51.18 — резерва операции по вторжению на Марианские острова.
В качестве цели был обозначен остров Сайпан. Вечером 18 июня эсминцы Waller и Pringle вошли в бухту Лао Лао для поддержки пехоты и уничтожения танков противника. В 17:58 эсминцы застопорили машины и тут же попали под обстрел береговой артиллерии японцев. Корабли дали полный ход и устремились в открытое море, избежав попаданий.
27 ноября эсминец вошёл в состав 7-го флота для вторжения на Филиппины. В тот же день участвовал в отражении налёта 15 камикадзе.
В ночь на 28 ноября корабль вместе с тремя другими эсминцами совершил набег на бухту Ормок-Бей для обстрела японских позиций перед высадкой десанта. После часовой бомбардировки эсминцы ушли в море Камотес на патрулирование.
Во время отхода было получено сообщение с патрульного самолёта об обнаружении вражеской подводной лодки, направлявшейся в Ормок Бэй. Эсминцы развернулись и пошли на перехват. В 01:27 радар Waller обнаружил субмарину к северо-востоку от острова Понсон. Открыв огонь, эсминец пошёл на таран, однако в последний момент отвернул, увидев, что субмарина уже сильно повреждена. В 01:45 японская подводная лодка I-46 была уничтожена артиллерийским огнём.
В ночь с 29 на 30 ноября корабль вышел в море Камотес на поиски конвоя из десяти японских кораблей. Японцам удалось избежать столкновения, но в ходе патрулирования было обнаружено и уничтожено шесть десантных барж противника.
До 2 декабря эсминец находился в заливе Лейте, а затем участвовал в операции по высадке десанта на Миндоро. 15 декабря соединение американских кораблей подверглось мощной атаке камикадзе в море Сулу. На счету экипажа Waller один сбитый самолёт.

### 1945
В начале 1945 года эсминец действовал в заливе Лингайен, поддерживая десантную операцию. С февраля по апрель действовал у Филиппин, в том числе обстреливал Тави-Тави и Холо.
С мая по июль вёл операции на Борнео, сопровождал конвои к острову Таракан и Баликпапану, прикрывал действия тральщиков в бухте Брунея.
В августе корабль в составе 3-го флота готовился к вторжению в Японию, но на пути к Хонсю по радио было получено сообщение о капитуляции Японской империи.
19 сентября эсминец пришёл в Шанхай для патрулирования на реке Янцзы. Спустя две недели экипаж корабля оказал поддержку китайским властям в Чжоушань в разоружении японского гарнизона численностью около 2700 человек. Возвращаясь в Шанхай, 9 октября, Waller подорвался на контактной мине. 25 членов экипажа получили ранения, корабль был повреждён и вынужден встать на ремонт в сухой док. Во время ремонта американские офицеры контролировали процесс траления в бухте Шанхая. Под их наблюдением было обезврежено более 60 мин. Кроме того, американцы предоставляли лоцманов для входящих в порт судов и контролировали трафик в устье Янцзы. 12 декабря корабль ушёл в США.

### Войны в Корее и Вьетнаме
До начала боевых действий в Корее эсминец находился в резерве на базе в Чарлстоне. В 1949 году он был переклассифицирован в эскортный эсминец (DDE-466) и в 1950 году вновь вступил в строй. 14 мая 1951 года корабль направился на запад, в бухту Вонсана. В течение десяти дней он вёл обстрелы позиции северокорейских войск, выпустив за это время около 1700 снарядов. Летом эсминец действовал в охранении сил 7-го флота у берегов Окинавы. В октябре в течение двух недель нёс службу в составе сил, блокирующих побережье Кореи, а затем ушёл к берегам США.
С 1951 по 1956 год он участвовал во многих противолодочных манёврах у восточного побережья, а также по два раза уходил на длительную службу в Средиземное и Карибское моря. В конце 1956 года на верфи Norfolk Naval Shipyard был модернизирован и получил дополнительное противолодочное вооружение. В 1957 году вновь нёс службу в Средиземноморье.
В 1962 году снова был классифицирован как DD-466. Участвовал в блокаде Кубы во время Карибского кризиса. С 1964 по 1968 год регулярно совершал походы в Средиземное море. 6 сентября 1968 года был направлен во Вьетнам. Прибыл туда в октябре и приступил к несению патрульной службы у Куинёна.
Входил в состав прикрытия авианосцев Intrepid и Ranger. 2 марта 1969 года завершил свою службу. Первоначально планировался в качестве учебного корабля на восточном побережье, однако после тщательного осмотра было принято решение о списании корабля. 15 июля корабль исключили из состава флота. 17 июня 1970 года в качестве мишени был потоплен неподалёку от Род-Айленда.

## Награды
За службу в период Второй мировой был награждён 12 Боевыми звёздами. Ещё по две он получил за войны в Корее и Вьетнаме.

## Список командиров
- коммандер (позднее — вице-адмирал) Лоуренс Хью Фрост (1 октября 1942 — 29 сентября 1943)
- лейтенант-коммандер Уильям Тенни Даттон (29 сентября 1943 — 1 сентября 1944)
- коммандер Гарри Лерой Томпсон мл. (1 сентября 1944 — 10 июня 1946)
- коммандер Эдвин Элмер Лорд III (5 июля 1950 — 1 ноября 1951)
- коммандер Натан Ирвинг Сеймур (1 ноября 1951—1952)
- коммандер Эдвард Расселл Блэр мл. (1952 — август 1954)
- коммандер Роберт Хэйли (август 1954 — сентябрь 1956)
- коммандер Томас Лео Хорнер (сентябрь 1956—1957)
- коммандер Леонард Юджин Филд (1957—1959)
- коммандер Джейм Ллевеллин Ротермел (1959—1961)
- коммандер Джон Чарльз Макдоннелл (1961 — октябрь 1963)
- коммандер Роберт Дональд Санте (октябрь 1963 — октябрь 1965)
- коммандер Элвин Бенджамин Мэнринг (октябрь 1965 — май 1967)
- коммандер Рональд Дрейк Морин (май 1967 — 15 июля 1969)